# Дуня (село)
Дуня (болг. Дуня) — село в Болгарии. Находится в Смолянской области, входит в общину Неделино. Население составляет 47 человек (на 15 декабря 2010 года).

## Политическая ситуация
Дуня подчиняется непосредственно общине и не имеет своего кмета, кметский наместник в селе Митко Асенов Чаушев
Кмет (мэр) общины Неделино — Илия Петров Вылчев (Болгарская социалистическая партия (БСП)) по результатам выборов.